# 中国击剑协会
中国击剑协会是中华人民共和国击剑运动员、教练员、裁判员等组成的全国性体育组织，由中华全国体育总会领导，成立于1973年，会址位于北京市。